# Liliane Sprenger-Charolles
Pour les articles homonymes, voir Sprenger et Charolles (homonymie).
Liliane Sprenger-Charolles, née en 1946, est une linguiste et psycholinguiste française, directrice de recherche émérite au CNRS, membre du laboratoire de psychologie cognitive à l'université d'Aix-en-Provence. Spécialiste de l'apprentissage de la lecture, elle est, depuis janvier 2018, membre du Conseil scientifique de l'Éducation nationale français.

## Carrière
Liliane Sprenger-Charolles a effectué des études de lettres et de linguistique de 1969 à 1974, à l'université de Dijon puis à l'École des hautes études en sciences sociales.
Elle a mené des recherches en parallèle d'une carrière d'enseignante commencée en 1972, d'abord professeure de lettres modernes en collège et en lycée, puis chargée de cours à l’université, avec un cours d’introduction à la psycholinguistique à Metz, de 1986 à 1990 puis un cours sur l’apprentissage de la lecture à Genève, de 1985 à 1986.
En 1980, elle a intégré l’Institut national de recherche pédagogique où elle a codirigé, entre autres, un projet franco-canadien dans l'objectif de constituer une base de données sur les travaux de recherche en didactique du français et une synthèse des recherches dans ce domaine, incluant les études sur l’apprentissage de la lecture.
Elle a alors également effectué des recherches sur les marques facilitant la compréhension en lecture. Son expertise dans ce domaine l’a amenée à collaborer à une étude sous contrat INSERM (1985-1988) dans laquelle elle a suivi des enfants en difficultés sévères d’apprentissage de la lecture. Ce travail, qui a donné lieu à une thèse (1988, université Paris 5), a mis en relief des difficultés qui ne s’expliquaient pas par des problèmes de compréhension spécifiques à la lecture, mais par un déficit des mécanismes d’identification des mots écrits.
En 1990, elle a intégré le CNRS. Pendant plusieurs années, elle a dirigé l’équipe "Littératie : Approches Cognitives" du LEAPLE (CNRS-Paris 5). Ses activités de recherche (voir pour une synthèse) ont porté sur la mise en place des mécanismes spécifiques à la lecture dans le développement normal,,, sur leurs dysfonctionnements dans la dyslexie et sur l’origine possible de ces dysfonctionnements,. À cette époque, elle a participé également à l’élaboration d’instruments d’aide à la recherche : une batterie d’évaluation de la lecture et des capacités reliées (EVALEC) et une base de données sur le lexique écrit adressé à l’enfant (MANULEX).
Début 2006, elle a rejoint l’équipe "Développement" du laboratoire "Psychologie de la Perception" (CNRS-Paris 5), au sein duquel elle a poursuivi ses études sur la dyslexie,,,,. Elle a également collaboré à d'autres projets de recherche, en particulier un sur l'évaluation de la lecture et des capacités reliées pour les pays francophones en voie de développement (EGRA: 2006-2011), et un sur l'évaluation de la lecture et des capacités reliées pour les pays francophones en voie de développement, en lien avec la Banque Mondiale et USAID (EGRA, [Early Grade Reading Assessment], 2006-2011).
En janvier 2012, elle a rejoint l’équipe "Langage" du "Laboratoire de Psychologie Cognitive" (CNRS-AMU), au sein duquel elle poursuit ses études sur le développement typique de la lecture ainsi que sur la dyslexie. Elle collabore aussi à d'autres projets, en particulier à la mise en place d'une base de données sur la consistance des relations graphème-phonème et phonème-graphème en français qui tient compte de la morphologie (Manulex-Morpho). D'autres études portent sur les relations entre troubles spécifiques du langage oral et écrit, ainsi que sur les relations entre identification des mots et compréhension,.

## Travaux
Les travaux de Liliane Sprenger-Charolles portent sur les premiers apprentissages de la lecture et de l’écriture en français. Ils se situent à l'interface de différentes disciplines, notamment la linguistique, la psycholinguistique, les neurosciences et les sciences de l’éducation. Ils sont centrés sur les principales capacités impliquées dans l’apprentissage de la lecture (identification des mots écrits et compréhension en lecture) et sur leurs relations.
Les travaux de Liliane Sprenger-Charolles ont montré que la quantité de temps requise pour apprendre à lire dépend de la transparence de l'orthographe de la langue dans laquelle s'effectue cet apprentissage. La transparence de l'orthographe permet également d'expliquer des différences entre dyslexiques français et anglais, par exemple. Toutefois, au-delà de cette variabilité, ce sont généralement les compétences phonologiques qui sont détériorées chez les dyslexiques.
Interrogée sur les faibles scores des élèves français aux évaluations internationales de type PISA, elle préconise que "des évaluations soient effectuées plus tôt que celles de Pisa (ou de PIRLS) et comportent des observations permettant de cerner l’origine des difficultés de compréhension de l’écrit : sont-elles dues à un faible niveau de compréhension orale ou à des difficultés à lire correctement et rapidement des mots écrits, présentés de manière isolée, difficultés dites de décodage. Ces évaluations devraient permettre la mise en place rapide d’interventions pédagogiques ciblées sur les difficultés de chaque élève. Il est en effet avéré que les interventions précoces, en particulier celles permettant d’améliorer le niveau de décodage, sont les plus efficaces",.

## Publications

### Ouvrages
- (coll.) « Les dyslexies » Elsevier Masson Hors collection, 2018  (ISBN 978-2-294-75279-7).
- « Reading acquisition and developmental dyslexia in alphabetic writing systems » avec P. Colé & W. Serniclaes, London, Psychology Press.
- « Lecture et Dyslexie : Approches cognitives », avec Pascale Colé, Paris, Dunod, 2003.
- « Lire. Lecture/écriture: Acquisition et troubles du développement », avec Séverine Casalis, Paris, PUF, 1996  (ISBN 9782130477051).
- Psychologie cognitive de la lecture, avec Jean-Émile Gombert, Pierre Lecocq, Michel Fayol & Daniel Zagar, PUF, 1992.

### Articles principaux
- avec G. Dehaene-Lambertz, C. Pallier, W. Serniclaes, A. Jobert & S. Dehaene, « Neural correlates of switching from auditory to speech perception », NeuroImage, 2005, 24, 21-33.
- avec D. Béchennec (2004), « Variability and invariance in learning alphabetic orthographies: From linguistic description to psycholinguistic processing ». Journal of Written Language and Literacy, 7(1), 9-33.
- avec L. Siegel (en), D. Béchennec & W. Serniclaes (2003), « Development of phonological and orthographic processing in reading aloud, in silent reading and in spelling: A four year longitudinal study », Journal of Experimental Child Psychology. 84, 194-217.
- avec W.Serniclaes, R. Carré & J.F. Démonet (2001), « Perceptual categorization of speech sounds in dyslexics ». Journal of Speech, Language and Hearing Research, 44, 384-399.
- avec P. Colé, W. Serniclaes & P. Lacert (2000), « On Subtypes of developmental dyslexia: Evidence from processing time and accuracy », Canadian Journal of Experimental Psychology. 197, 25-52.

## Distinctions
- 2018 : membre en France du Conseil scientifique de l'Éducation nationale[28].